# 레알 마드리드 CF 선수 명단
레알 마드리드 축구 클럽(스페인어: Real Madrid Club de Fútbol)은 스페인 마드리드에 연고지를 두고 있는 프로 축구팀이다. 레알 마드리드는 스페인 축구에서 우승 경험이 가장 많은 팀이자 국제 축구 연맹으로부터 20세기 최고의 축구 클럽으로 선정된 팀이다. 또한 레알 마드리드는 프리메라리가에서 31회, 코파 델 레이에서 18회, UEFA 챔피언스리그에서 10회, UEFA 유로파리그에서 2회 우승을 거두었으며, FIFA와 G-14의 창립 구성원이기도 하다.

## 범례
| † | 주요 대회에서 우승 경력이 있는 주장 |
| * | 클럽 기록 보유자                    |
| ¤ | 원 클럽 맨                          |

- 이탤릭체로 쓰여진선수는 현재 스쿼드에 등록된 선수
- 연도는 공식 데뷔로부터 마지막 경기까지 포함
- 총 출장 횟수는 라 리가, 코파 델 레이, 수페르코파 데 에스파냐, UEFA 챔피언스리그, UEFA 유로파리그, UEFA 슈퍼컵, FIFA 클럽 월드컵과 현재 폐지된 코파 에바 두아르테, 코파 데 라리가, 라틴컵, 코파 이베로아메리카, 캄페오나토 센트로, 인터콘티넨털컵, UEFA 컵위너스컵의 주요 대회를 포함한다.